# هورست بيرجمان
هورست بيرجمان (بالألمانية: Horst Bergmann)‏ هو مصارع هاوي ألماني، ولد في 24 نوفمبر 1937 في Nowa Sól ‏ في بولندا، وتوفي في 10 سبتمبر 2016.

## وصلات خارجية
- هورست بيرجمان على موقع أوليمبيديا (الإنجليزية)